# Etbos
Het Etbos is een natuurgebied in en nabij de Oost-Vlaamse plaatsen Moerbeke en Eksaarde.
Het gebied, dat deel uitmaakt van de Moervaartdepressie, is relatief laaggelegen, vlak en dunbevolkt. Men treft er meersen aan en het wordt doorstroomd door de Zuidlede, waarover de Etbosbrug ligt. Hier naast ligt de Etboshoeve, een overblijfsel van de Bedmarlinie van 1702.
In deze hoeve werd ook herberg gehouden, waar ook smokkelaars en stropers bijeen kwamen, terwijl de hoeve ook als brugwachterswoning dienst deed. Later werd het een café en in 1999 werd ook dit gesloten.
In deze schilderachtige omgeving is ook een wandelweg.